# Harley Cokeliss
Harley Cokeliss est un réalisateur et scénariste né le 11 février 1945 à San Diego, Californie (USA).

## Filmographie

### Télévision

#### Scénariste
- 2000 : Dark Knight (2 épisodes)

#### Réalisateur
- 1994 - 1995 : Hercules: The Legendary Journeys (3 épisodes)
- 1995 : Xena, la guerrière (1 épisode)
- 1997 : Les Nouvelles Aventures de Robin des Bois (3 épisodes)
- 1997 : The Ruby Ring
- 1999 : Les Nouveaux Professionnels (2 épisodes)
- 2000 : Dark Knight (2 épisodes)
- 2001 : L'invincible - The Immortal (2 épisodes)
- 2002 : Un Ange pour May

### Cinéma

#### Scénariste
- 1976 : The Battle of Billy's Pond (dialogues)
- 1977 : Glitterball
- 2000 : Pilgrim

#### Réalisateur
- 1971 : Six Reels of Film to Be Shown in Any Order (assistant-réalisateur)
- 1976 : The Battle of Billy's Pond (dialogues)
- 1977 : Glitterball
- 1979 : That Summer
- 1980 : Star Wars, épisode V : L'Empire contre-attaque (réalisation : deuxième équipe)
- 1982 : Le Camion de la mort (Warlords of the 21st Century)
- 1986 : Sans issue
- 1987 : Malone, un tueur en enfer
- 1988 : Dream Demon
- 2000 : Pilgrim
- 2010 : Paris Connections